# 5-epiaristolohen 1,3-dihidroksilaza
5-epiaristolohen 1,3-dihidroksilaza (EC 1.14.13.119, 5-epi-aristolohenska 1,3-dihidroksilaza, EAH) je enzim sa sistematskim imenom 5-epiaristolohen,NADPH:kiseonik oksidoreduktaza (1- i 3-hidroksilacija). Ovaj enzim katalizuje sledeću hemijsku reakciju
5-epiaristolohen + 2 NADPH + 2 H+ + 2 O2 {\displaystyle \rightleftharpoons } kapsidiol + 2 NADP+ + 22O
Ovaj enzim je hem-tiolatni protein (P-450). Kinetička istraživanja sugerišu da se uglavnom 1beta-hidroksiepiaristolohen prvo formira, i da tome sledi hidroksilacija na C-3.

## Literatura
- Nicholas C. Price; Lewis Stevens (1999). Fundamentals of Enzymology: The Cell and Molecular Biology of Catalytic Proteins (Third изд.). USA: Oxford University Press. ISBN 019850229X.
- Eric J. Toone (2006). Advances in Enzymology and Related Areas of Molecular Biology, Protein Evolution (Volume 75 изд.). Wiley-Interscience. ISBN 0471205036.
- Branden C; Tooze J. Introduction to Protein Structure. New York, NY: Garland Publishing. ISBN 0-8153-2305-0.
- Irwin H. Segel. Enzyme Kinetics: Behavior and Analysis of Rapid Equilibrium and Steady-State Enzyme Systems (Book 44 изд.). Wiley Classics Library. ISBN 0471303097.
- William P. Jencks (1987). Catalysis in Chemistry and Enzymology. Dover Publications. ISBN 0486654605.

## Spoljašnje veze
- 5-epiaristolochene+1,3-dihydroxylase на 